# Mordechaj Gebirtig

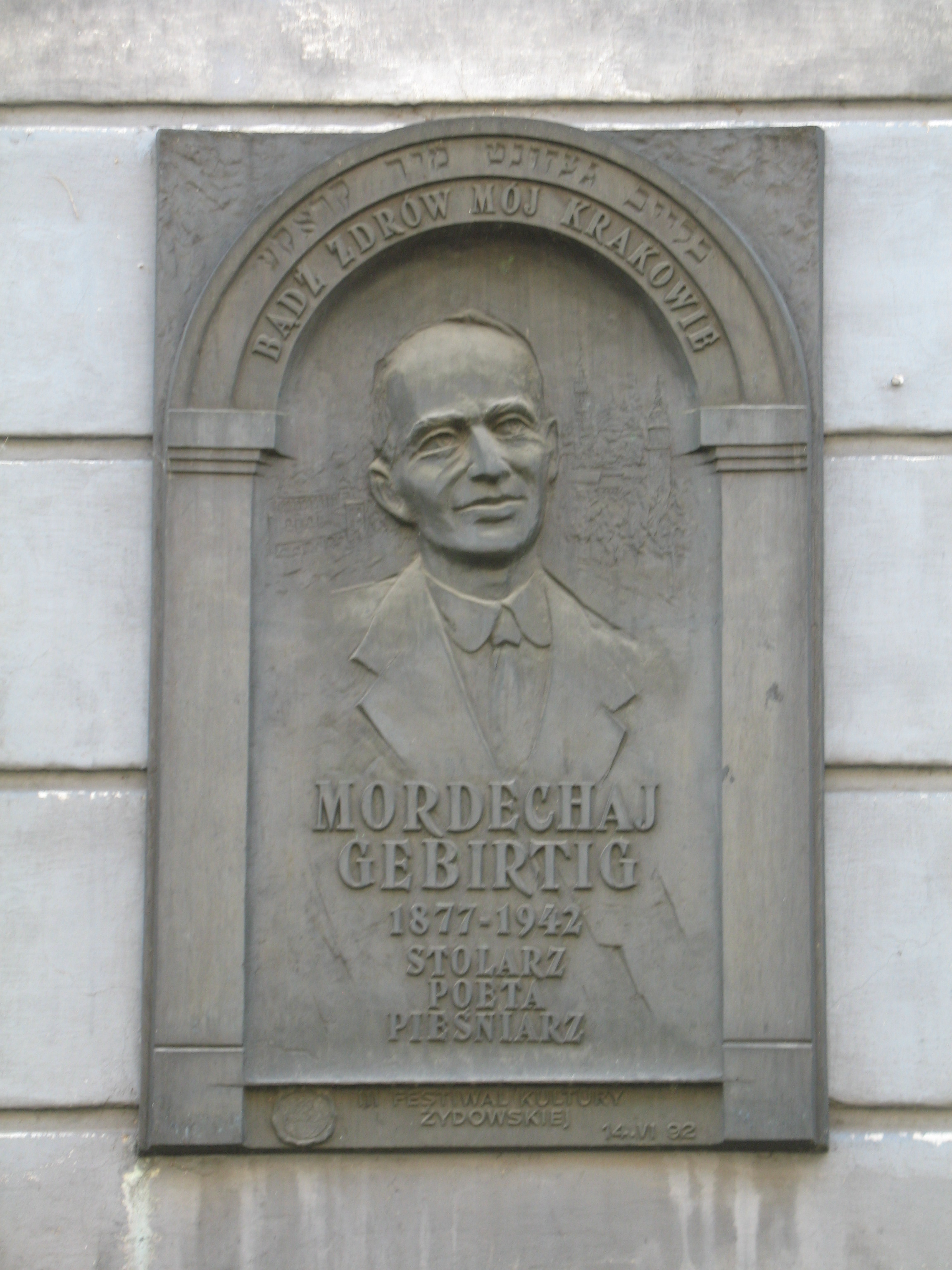
Tablica pamiątkowa poświęcona Mordechajowi Gebirtigowi, ul. B. Joselewicza 5, Kraków

Mordechaj Gebirtig, jid. ‏מרדכי געבירטיג‎, właśc. Markus Bertig (ur. 4 maja 1877 w Krakowie, zm. 4 czerwca 1942 w getcie krakowskim) – ludowy poeta i pieśniarz żydowski, aktor, z zawodu stolarz.

## Życiorys
Syn Szyfry i Izaaka Bertigów.
Przez całe życie mieszkał na krakowskim Kazimierzu. Odebrał tradycyjne żydowskie wykształcenie w chederze, terminując później u stolarza. Na jego twórczość miał w tym czasie wpływ m.in. Juliusz Hoffman, muzykolog, który zapisywał jego utwory w postaci nut. W pierwszej dekadzie XX w. próbował swoich sił także jako aktor. W czasie I wojny światowej nie walczył na froncie z uwagi na chorobę serca, pracował za to jako sanitariusz w szpitalu wojskowym w Krakowie. W dwudziestoleciu międzywojennym związany był jako twórca głównie ze scenami kabaretowymi oraz kołem literackim Bundu.
W czasie okupacji hitlerowskiej, gdy Żydzi musieli w 1940 r. opuścić Kazimierz, zamieszkał w Łagiewnikach, a potem w getcie krakowskim przy ul. Janowa Wola. Napisał ponad sto pieśni i wierszy. W jednym ze swych wierszy żegnał się z Krakowem przed wywózką do getta:
Krakowie, bądź mi pozdrowiony
– przed domem czeka zaprzężony wóz,
jak psa mnie gnają stąd,
ostatni raz widzę może
miejsce tak bliskie i znajome,
na grobie matki wypłakałem serce,
ostatnią łzą zwilżyłem kamień ojca,
święta ta ziemia…
(parafraza Anny Kamieńskiej)
4 czerwca 1942 został, wraz z żoną i dwiema córkami, rozstrzelany przez Niemców na rogu ulic Dąbrówki i Janowa Wola podczas akcji wysiedleńczej z getta. W grupie zamordowanych był także malarz Abraham Neumann. Na domu przy ul. Berka Joselewicza 5, gdzie niegdyś mieszkał, umieszczono w 1992 r. tablicę pamiątkową z napisem: „Bądź zdrów, mój Krakowie. Mordechaj Gebirtig (1877-1942) – stolarz, poeta, pieśniarz”. Tablicę pamiątkową umieszczono także na budynku, gdzie został zamordowany.
Postać Gebirtiga spopularyzowali w Polsce: Gołda Tencer, która w 1991 r. wystawiła na deskach Państwowego Teatru Żydowskiego w Warszawie przedstawienie Der trubadur fun Galicje („Trubadur z Galicji”); Przemysław Gintrowski, komponując i wykonując (z Joanną Trzepiecińską) monumentalny utwór „Stół Mardechaja Gebirtiga” do słów Anny Kamieńskiej; a także żydowski pieśniarz, André Ochodlo, mający w swoim repertuarze wiele pieśni Gebirtiga i jego wierszy w tłumaczeniu Agnieszki Osieckiej z muzyką autorstwa czołowych polskich kompozytorów.
Teksty Gebirtiga śpiewa Bente Kahan, m.in. Kinder-jorn (album Farewell Cracow).

## Wybrane piosenki autorstwa Gebirtiga
- אַבֿרהמל דער מרוויחער (Awrejml der marwiche) – „Abram złodziejaszek” (wyk. m.in. zespół Bratsch, Bente Kahan, Chawa Alberstein)
- הוליעט, הוליעט, קינדערלעך (Huljet, huljet, kinderlech) – „Hulajcie, hulajcie, dzieciaczki” („Bawcie się, bawcie, dziateczki”) (wyk. m.in. Anja, Katja i Jakov Kazyansky, Oksana Sowiak & Anton St)
- ס׳ברענט!‏ (S’brent!) – „Gore!” (wyk. m.in. Bente Kahan)
- יאַנקעלע (Jankele) – „Jankiele”
- רייזעלע (Rejzele) – „Rejzele” (wyk. m.in. Bente Kahan, Chór Żydowski „Clil”, Chawa Alberstein)
- דרײַ טעכטערלעך (Draj techterlech) – „Trzy córeczki” (wyk. m.in. Sława Przybylska)
- בלײַב געזונט מיר, קראָקע!‏ (Blajb gezunt mir, Kroke!) – „Bywaj zdrów, mój Krakowie” („Żegnaj, Krakowie”) (wyk. m.in. André Ochodlo, Jaga Wrońska)
- קינדער־יאָרן (Kinder-jorn) – „Dziecięce lata” (wyk. m.in. Marek Ravski, Samuel Rettig)
- אַרבעטלאָזע מאַרש (Arbetloze marsz) – „Marsz bezrobotnych”

## Literatura w języku polskim
- Mordechaj Gebirtig, Bądź mi zdrów, Krakowie / Blajb gezunt mir, Kroke, Wydawnictwo Austeria, Kraków 2012.
- Natan Gross, Żydowski bard. Gawęda o życiu i twórczości Mordechaja Gebirtiga, Księgarnia Akademicka, Kraków 2000; wznowienie: Wydawnictwo Austeria, Kraków 2012 (biograficzna książka o poecie).
- Natan Gross, Mordechaj Gebirtig – piosenka ludowa i kabaretowa [w:] Teatr żydowski w Polsce, pod red. A. Kuligowskiej-Korzeniewskiej i M. Lejko, Łódź 1998, s. 156-167.
- Natan Gross, Mordechaj Gebirtig – człowiek teatru [w:] Teatr żydowski w Krakowie. Studia i materiały, pod red. J. Michalik i E. Prokop-Janiec, Kraków 1995, s. 115-125.